# Evandra pauciflora
Evandra pauciflora är en halvgräsart som beskrevs av Robert Brown. Evandra pauciflora ingår i släktet Evandra och familjen halvgräs. Inga underarter finns listade i Catalogue of Life.